# Меершейд-Гиллессем
Меершейд-Гиллессем (нем. von Meerscheidt gennant Hüllessem) — баронский род.

## Происхождение и история рода
Род баронов фон-Меершейдт-Гиллесем принадлежит к древнему прибалтийскому дворянству и внесен, 17 октября 1620 года, в матрикул курляндского дворянства.
Члены этого рода в Высочайших повелениях и других официальных актах, начиная с 1816 года, именованы баронами.
Определением Правительствующего Сената, от 8 мая 1863 года, за курляндской фамилией фон-Меершейдт-Гиллесем признан баронский титул.

## Описание герба
В красном поле три бревна с семью сучками, одно над другим, с небольшим уклоном влево, натурального цвета, сопровождаемые вверху тремя серебряными шестиконечными звездами (2+1).
Щит увенчан коронованным дворянским шлемом. Нашлемник — возникающий серебряный козел с золотыми рогами. Намет красный с серебром.